# Vive le Québec libre !
« Vive le Québec libre ! » est la phrase-clé du discours du 24 juillet 1967 de Charles de Gaulle, prononcée depuis le balcon de l'hôtel de ville de Montréal, face à la foule réunie sur la rue Notre-Dame.

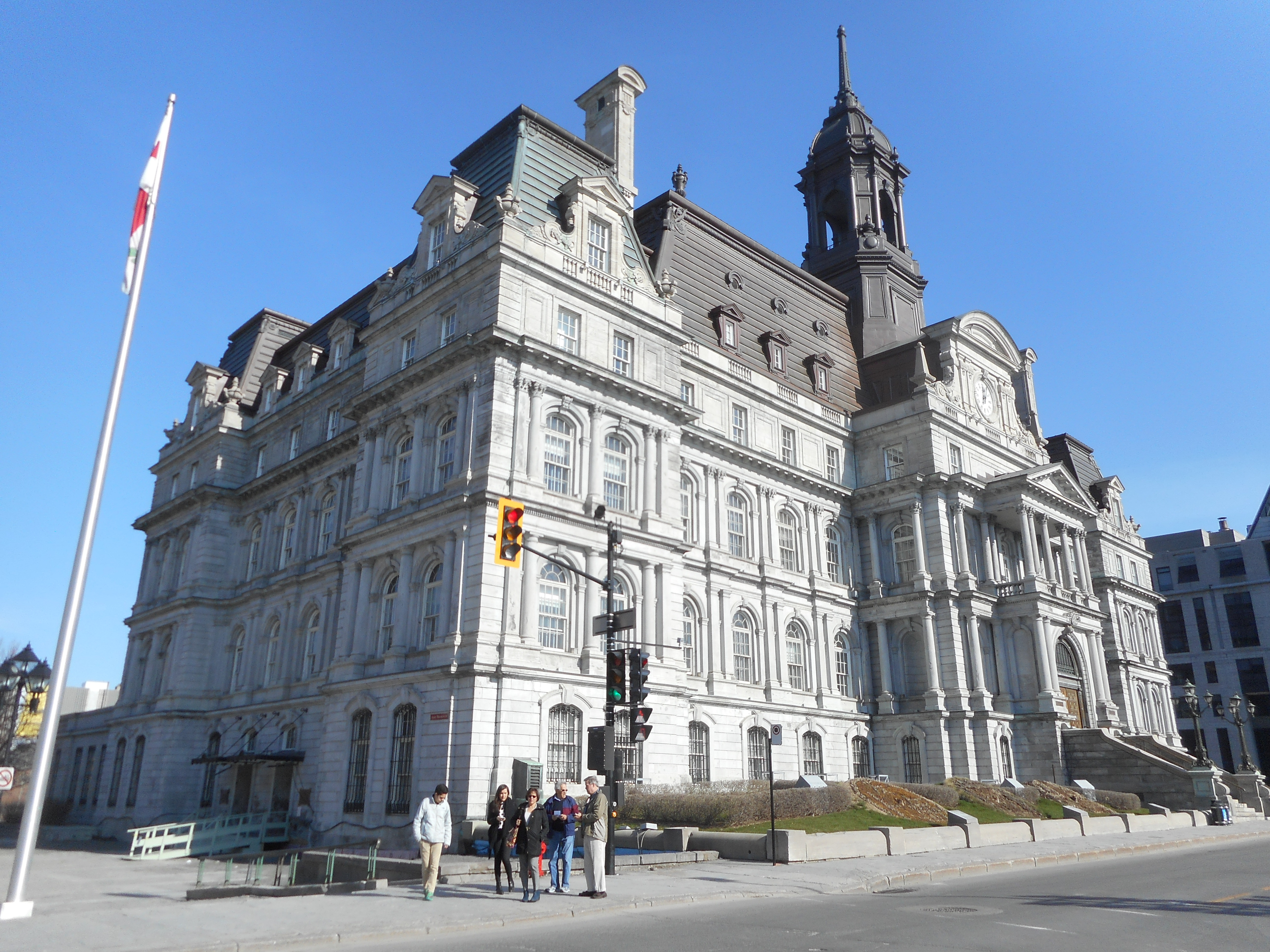
Hôtel de ville de Montréal, et son balcon d'où le général de Gaulle a dit cette phrase.

S'inscrivant dans le contexte de la Révolution tranquille, cette déclaration marque un tournant dans le développement des relations internationales du Québec. Elle a permis de sensibiliser la scène internationale à l'existence du Québec et à la question de son avenir politique.
Saluée au Québec comme un appui à la cause de l'indépendance, critiquée par les tenants du fédéralisme canadien, cette phrase illustre le rapprochement sans précédent entre le Québec et la France sous Charles de Gaulle et Daniel Johnson.

## Contexte

### Relations entre Charles de Gaulle et le Québec
L'intérêt de Charles de Gaulle pour l'histoire de la France en Amérique remonte à sa jeunesse. Fils d'un enseignant très cultivé, le futur général a été élevé dans une culture faisant une large part à la religion catholique et au patriotisme français. D'esprit curieux, en 1913, alors qu'il n'a que 23 ans, le sous-lieutenant de Gaulle prononce devant ses confrères une conférence sur le thème du patriotisme (« un amour profond de la nation [...] pour toutes les grandes causes »). Pour illustrer cette vertu, de Gaulle cite en exemple trois héros de l’histoire de France. Parmi ces héros se trouvait le défenseur de Québec en 1759, Louis-Joseph de Montcalm : « Qui donc osera proscrire de son âme le feu sacré qui animait une Jeanne d’Arc, l’enthousiasme généreux qui enflammait un Du Guesclin, le sublime amour qui faisait Montcalm héroïque et qui, plus tard, transformait des criminels en héros et en défenseurs de la Liberté ».
Fortement marqué par ses lectures sur l'histoire du Québec (ainsi que par le roman Maria Chapdelaine de Louis Hémon), Charles de Gaulle cherche le soutien des Québécois durant la Seconde Guerre mondiale. Le 1er août 1940, alors qu'il est en exil à Londres, le général de Gaulle invite les Québécois à se joindre aux forces de la France libre, déclarant que « personne au monde ne peut comprendre la chose française mieux que les Canadiens français, ». Cet appel entendu, à la fin de la guerre, Charles de Gaulle viendra en visite à Québec et à Montréal pour une première fois, du 11 au 13 juillet 1944,,. Toutefois, il n'a pas l'occasion de prendre contact avec la population québécoise.
À la suite de son retour à la vie publique, en tant que président de la République française, Charles de Gaulle effectue une deuxième visite au Québec, les 20 et 21 avril 1960. Il est alors reçu à Québec par le premier ministre Antonio Barrette, et à Montréal par le maire Sarto Fournier. Cette deuxième visite au Québec marque le général de Gaulle. Après avoir constaté les progrès et les développements économiques et industriels réalisés par les Québécois malgré leur situation minoritaire au Canada, à son retour en France, le président confie à son ministre de la Culture André Malraux : « Il y a, me semble-t-il, un énorme potentiel français au Québec. Veuillez vous en occuper ».
À la suite des élections de 1960, le Québec et la France entament une nouvelle ère de collaboration. Le Québec et la France multiplient les occasions de resserrer leurs liens économiques, culturels, politiques et diplomatiques. Ainsi, reprenant un projet esquissé en mars 1958, une Maison du Québec à Paris est ouverte le 5 octobre 1961. En mai 1963, le gouvernement français charge le journaliste et diplomate Pierre-Louis Mallen de se rendre à Montréal pour ouvrir des bureaux de l'Office de radiodiffusion-télévision française (ORTF). Le but est d'assurer une présence permanente au Québec de la radiotélévision française pour alimenter la France en émissions sur les réalités québécoises,. Puis, à l'invitation du ministre Georges-Émile Lapalme, la France présente à Montréal, du 11 au 27 octobre 1963, une importante exposition technique et culturelle. Le ministre des Affaires culturelles André Malraux vient l’inaugurer et se rend à Québec par la suite. Enfin, le 27 février 1965, la coopération franco-québécoise se concrétise par la signature officielle à Paris du premier accord France-Québec dans le domaine de l'éducation. Il s'agit de la première fois que le Québec signe une entente officielle avec un pays souverain. Cette entente deviendra le socle de la présence du Québec au niveau international et le point d’appui de la théorie constitutionnelle du prolongement externe des compétences internes du Québec (la doctrine Gérin-Lajoie),.

### Motivations françaises

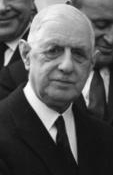
Charles de Gaulle en 1967.

Au début des années 1960, des graffiteurs du Réseau de résistance pour la libération nationale du Québec (RR) diffusent déjà sur les monuments, édifices et lieux publics le slogan « Vive le Québec libre ! ». Ce slogan est aussi utilisé par le Rassemblement pour l'indépendance nationale (RIN) et par le Front de libération du Québec (FLQ) dès 1963.
Malgré la position préconisée par le Parti libéral de Jean Lesage quant à l'avenir du Québec au sein du Canada, le général de Gaulle favorise plutôt l'option de l'indépendance politique. Se confiant à son ministre de l'Information Alain Peyrefitte, en avril 1963, le président constate qu'« [e]n réalité, les Canadiens anglais ne comprennent pas les Canadiens français. On peut même dire qu’ils ne les aiment pas. [...] Un jour ou l’autre, les Français se rebelleront contre les Anglais. Du moins au Québec, puisque partout ailleurs au Canada, ils sont minoritaires... Pourquoi aurions-nous donné l’autodétermination aux Algériens, et pourquoi les Anglais ne l’accorderaient-ils pas aux Français du Canada? Un jour ou l’autre, le Québec sera libre ».
Selon l'historien Édouard Baraton, la volonté de de Gaulle de soutenir l’indépendance du Québec s'appuie sur l'idée d'une commune appartenance des Canadiens français et des Français à un même ensemble national. Cette commune appartenance impliquait, pour le chef de l'État français, le devoir de promouvoir les intérêts des « Français du Canada ». Selon la conception gaullienne, issue d'un héritage idéologique composite reprenant des idées exprimées depuis deux siècles, les Canadiens français sont avant tout des Français du Canada vivant dans une situation de sujétion du fait de la Conquête de 1759-1760. L'assimilation par les dirigeants français des Canadiens français à des nationaux français débouchera sur la rédaction d'un projet de « loi du retour » permettant de réaffirmer la nationalité française rémanente des Canadiens d'origine française. Dès lors, l'objectif du chef de l'État français est de procéder grâce aux circonstances à la destruction du Canada issu de l'acte de l’Amérique du Nord britannique pour aboutir à la création d'une « République française du Canada », incarnation américaine de la nation française, ou de fonder une confédération égalitaire canadienne dans laquelle le Québec aurait toute sa place, et dans laquelle les revendications politiques et culturelles des Québécois seraient pleinement reconnues par la majorité canadienne anglophone.
Une autre motivation du général de Gaulle aurait été l'existence de gisements d'uranium au Québec (notamment dans la région de Chibougamau) et au Canada (en Saskatchewan et en Ontario), alors même que la France est en train d'améliorer son arsenal nucléaire. En soutenant un mouvement qui menaçait de faire perdre au Canada une partie de son territoire, de Gaulle souhaitait faire pression sur le gouvernement fédéral canadien pour obtenir la livraison de 500 tonnes d'uranium, pour l'ajouter à 1 000 tonnes déjà obtenues du Gabon et du Madagascar, 1 500 tonnes lui étant nécessaires pour l'élaboration de la seconde génération de la force de frappe nucléaire française. Relayant les fuites, un article du Chicago Tribune du 18 décembre 1967 explique : « De Gaulle avait tenté d'acheter de l'uranium canadien en 1966. Mais l'accord est tombé à l'eau, la France ayant refusé les conditions canadiennes selon lesquelles l'uranium devait être utilisé à des fins pacifiques et son usage devait faire l'objet d'inspections. (...) Un Québec souverain pourrait établir ses propres règles sur la vente d'uranium et serait affranchi des contraintes imposées par la commission canadienne de contrôle de l'énergie atomique ».

### Tensions diplomatiques entre Paris et Ottawa
À la fin de 1966, le Canada se prépare à célébrer le centième anniversaire de la Confédération. En prévision de cet événement, l'ambassadeur de France à Ottawa François Leduc invite le président français à faire part de ses vœux au gouvernement canadien. Irrité, le général répond par télégramme le 9 décembre 1966 : « Il n’est pas question que j’adresse un message au Canada pour célébrer son “centenaire”. Nous n’avons à féliciter ni les Canadiens ni nous-mêmes de la création d’un “État” fondé sur notre défaite d’autrefois et sur l’intégration d’une partie du peuple français dans un ensemble britannique. Au demeurant cet ensemble est devenu bien précaire ».
Au printemps 1967, les rapports entre le président français et le gouvernement canadien sont alors très tendus. Lors de la commémoration du 50e anniversaire de la bataille de Vimy (du 9 au 12 avril 1917), le gouvernement du Canada organise une cérémonie sans concertation préalable avec le gouvernement français. En réaction, le gouvernement français n'envoie aucun représentant aux cérémonies (ni aux obsèques de Georges Vanier, mort plus tôt en mars 1967). Redoutant des risques d'intrusion de la France dans les affaires intérieures du Canada, le premier ministre Lester B. Pearson envoie le ministre Paul Martin pour rendre visite à de Gaulle à Paris pour s'assurer des intentions du président de Gaulle.

### Visite officielle de Daniel Johnson à Paris

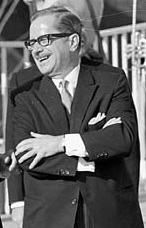
Daniel Johnson, premier ministre du Québec (1966-1968).

En juin 1966, Daniel Johnson est élu premier ministre du Québec. L'un de ses objectifs est de faire renouveler la Constitution canadienne de manière que les Québécois, se définissant comme une nation, voient reconnaître leur égalité en tant que peuple par les Canadiens anglais. À défaut de cette égalité, Johnson se montrait prêt à poursuivre la voie de l'indépendance du Québec. Profitant des préparatifs pour le centième anniversaire de la Confédération canadienne, Johnson écrit alors à de Gaulle afin d'obtenir des appuis à sa cause. Le 13 septembre 1966, « au nom du gouvernement et du peuple québécois », Johnson lui envoie une invitation officielle pour venir à l'Exposition universelle de 1967, prévue pour l'été suivant à Montréal. Sans lui faire connaître sa réponse à l'invitation, le président saisit toutefois l'occasion pour indiquer clairement au nouveau premier ministre que la France est prête à aller plus loin dans la coopération avec le Québec.
Pendant ce temps, l'Assemblée nationale du Québec adopte la loi créant le ministère des Affaires intergouvernementales. Ce nouveau ministère reçoit le mandat de coordonner toutes les activités du gouvernement à l'extérieur du Québec. Un mois plus tard, le premier ministre Daniel Johnson est attendu à Paris pour sa première visite officielle. Johnson est ainsi reçu par de Gaulle du 17 au 22 mai 1967, dans un faste normalement réservé aux chefs d'États souverains. Cet accueil se veut un témoignage de l'affection particulière de de Gaulle pour le Québec.
Au cours de leurs séances de travail, Johnson fait part à de Gaulle d'une conférence interprovinciale en novembre 1967, au cours de laquelle il cherchera à obtenir une réforme de la Constitution, c'est-à-dire la reconnaissance de deux nations au sein du Canada. Il presse de Gaulle d’apporter son concours en disant : « Mon général, le Québec a besoin de vous. Notre peuple vous recevra avec tous les honneurs dus à votre rang et à votre personne. » Johnson précise à de Gaulle qu’il ne viendra « pas dans un pays sous-développé qui attendrait de lui des cadeaux, mais pour quelque chose de beaucoup plus important : permettre au Québec d’atteindre ses objectifs au sein du Canada ». Johnson insiste en disant : « C’est maintenant ou jamais ». De Gaulle acquiesce et conforte le Québécois en disant : « Je suis prêt à vous donner un coup de main qui vous servira pour l’avenir ». Le président français y voit un moyen de donner un coup de main aux Canadiens français que la France a perdues au XVIIIe siècle. Des groupuscules indépendantistes comme le Rassemblement pour l'indépendance nationale veulent alors profiter de cette visite pour populariser leur slogan « le Québec libre ».

## Visite de Charles de Gaulle

### Traversée duColbertet arrivée à Québec

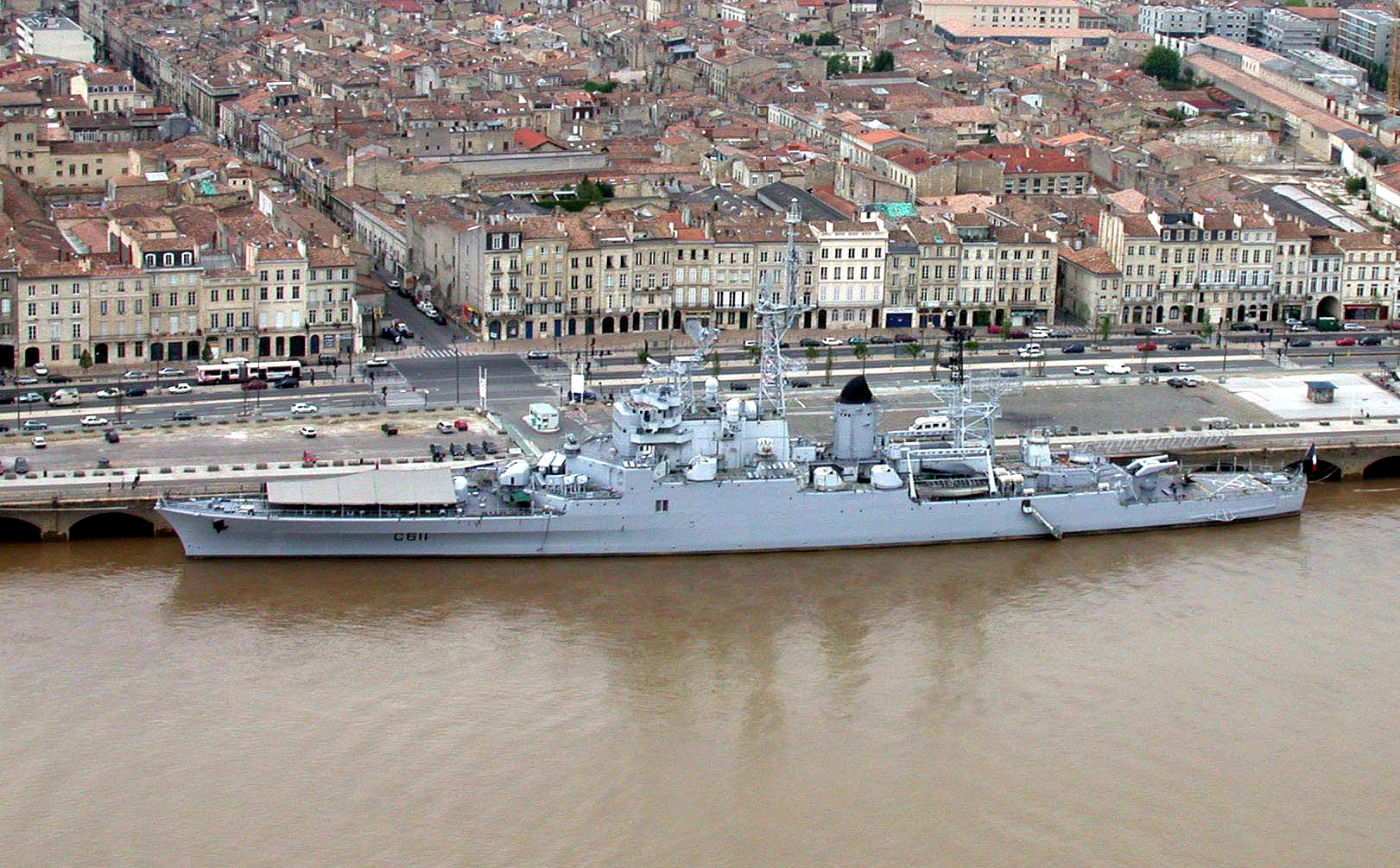
Le croiseur Colbert en 2006.

Après avoir repoussé l'invitation de Daniel Johnson, de Gaulle accepte d'effectuer une visite au Canada. Toutefois, afin de contourner l'exigence d'Ottawa l'obligeant à se rendre d'abord à Ottawa (la capitale fédérale), de Gaulle décide de venir par la mer plutôt que par les airs,. Ce faisant, en passant d'abord par le Québec, Charles de Gaulle peut ainsi emprunter le Chemin du Roy, sur la rive nord du fleuve Saint-Laurent, le menant de Québec à Montréal. Ce parcours traversant plusieurs villes et villages avait été suggéré au général de Gaulle par son conseiller diplomatique Bernard Dorin. En rappelant au général de Gaulle que cette route avait été construite à l'origine par Louis XV, le général de Gaulle se serait aussitôt écrit : « C’est celle-là que je veux! »
C'est ainsi que, le 15 juillet 1967, le général de Gaulle monte à bord du croiseur Colbert à Brest. Durant la traversée, il confie à son gendre Alain de Boissieu : « Je compte frapper un grand coup. Ça bardera, mais il le faut. C'est la dernière occasion de réparer la lâcheté de la France. »
Après une brève escale à Saint-Pierre-et-Miquelon le 20 juillet, le croiseur aux pavillons français et québécois accoste à l'Anse-aux-Foulons, à Québec le 23 juillet. Sur le quai, le président de Gaulle est accueilli par le premier ministre Daniel Johnson et par le gouverneur général Roland Michener. Après une courte escale à la citadelle de Québec, Johnson et lui se rendent à l'hôtel de ville, où le président prend son premier bain de foule. Il prononce alors une première allocution, dans laquelle il insiste sur l'identité commune des Français et des Québécois : « De tout mon cœur, je remercie Québec de son magnifique accueil, de son accueil français ! Nous sommes liés par le présent. Parce qu'ici, comme dans le Vieux Pays, nous nous sommes réveillés ! Nous acquérons toujours plus fort, les moyens d'être nous-mêmes ! Nous sommes liés par notre avenir... Mais on est chez soi, ici, après tout ! Ce que nous faisons ici et là-bas, nous le faisons toujours un peu plus ensemble. Toute la France, en ce moment, regarde par ici. Elle vous voit. Elle vous entend. Elle vous aime ».
De Gaulle et Johnson empruntent ensuite la route 138 en limousine, jusqu'à Sainte-Anne-de-Beaupré où ils assistent à la messe dite par l'archevêque de Québec, Maurice Roy. Après un nouveau bain de foule, ils dînent au Château Frontenac en compagnie de dignitaires fédéraux et québécois. À la suite d'un repas officiel, de Gaulle déclare : « On assiste ici, comme dans maintes régions du monde, à l'avènement d'un peuple qui, dans tous les domaines, veut disposer de lui-même et prendre en main ses destinées. Qui donc pourrait s'étonner d'un tel mouvement aussi conforme aux conditions modernes de l'équilibre de notre univers et à l'esprit de notre temps ? En tout cas, cet avènement, c'est de toute son âme que la France le salue ».

### Chemin du Roy

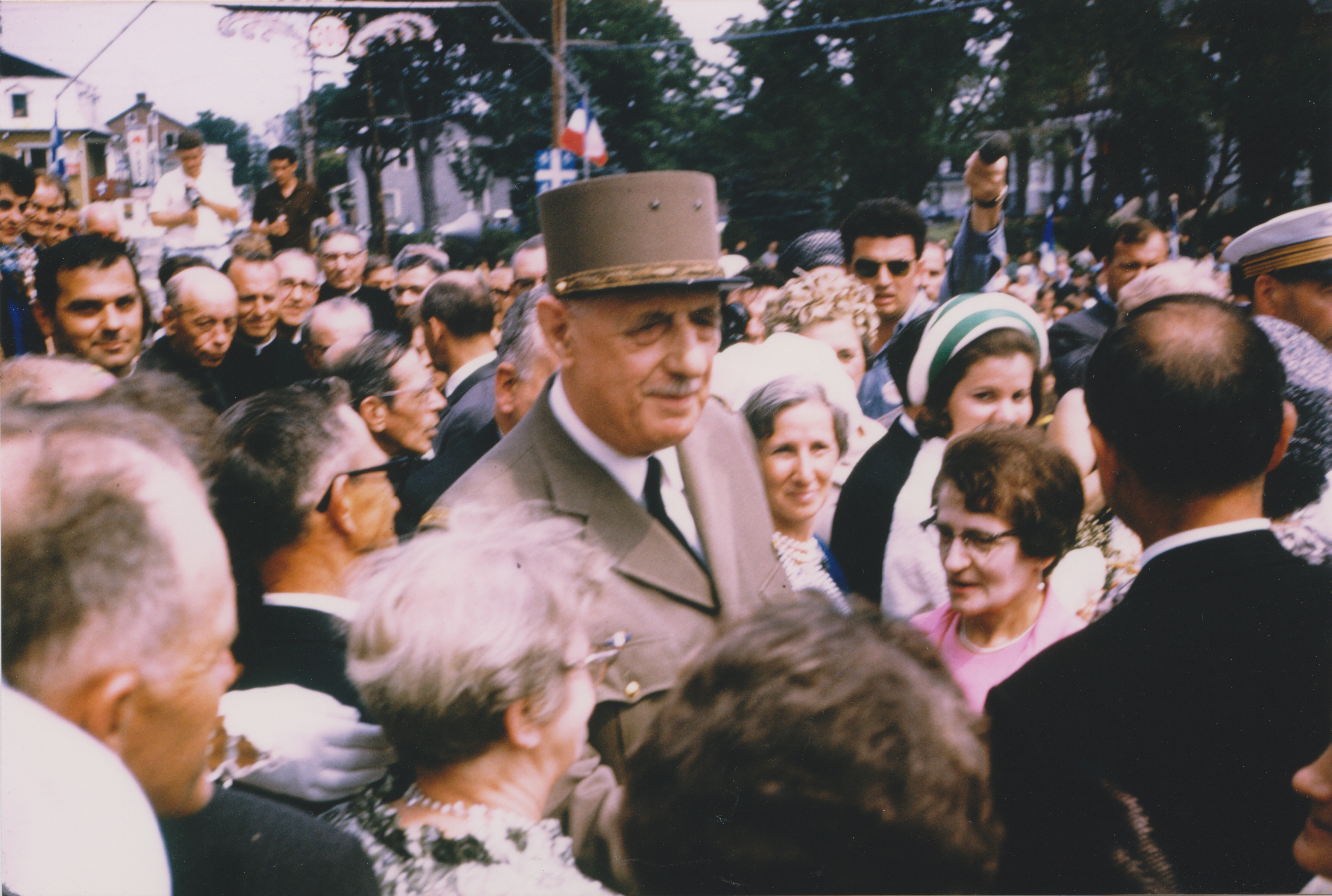
Charles de Gaulle à Sainte-Anne-de-la-Pérade le 24 juillet 1967-.

Le lendemain, 24 juillet, à 9 heures du matin, de Gaulle et Johnson empruntent le Chemin du Roy à bord d'une limousine Lincoln Continental et commencent le trajet devant les mener à Montréal. Contrairement à sa dernière visite en 1960, le général de Gaulle porte son uniforme de général de brigade plutôt qu'une tenue civile. Le trajet comprend six étapes, auxquelles le cortège s'arrête pour faire une allocution. La première est à Donnacona. Il y déclare : « Je vois le présent du Canada français, c'est-à-dire un pays vivant au possible, un pays qui prend en main ses destinées. Vous êtes un morceau du peuple français. Votre peuple canadien-français, français-canadien, ne doit dépendre que de lui-même. » Un peu plus loin, à Trois-Rivières, son allocution va dans le même sens : « Quoi qu'il ait pu arriver, nous sommes maintenant à l'époque où le Québec, le Canada français, devient maître de lui-même. Il le devient pour le bien des communautés voisines du Canada tout entier ».
À chacune des six étapes, le président est reçu par le maire et les dignitaires de l'endroit. Sur la route entre Québec et Montréal, les autorités québécoises avaient fait construire pour l'occasion une vingtaine d'arcs de triomphe en branches de sapin, surmontés chacun d'une fleur de lys géante. Les drapeaux disposés le long de la route étaient aux couleurs de la France et du Québec, mais non du Canada. Cette décision déplut fortement au gouvernement du Canada,.

## Discours de l'hôtel de ville de Montréal

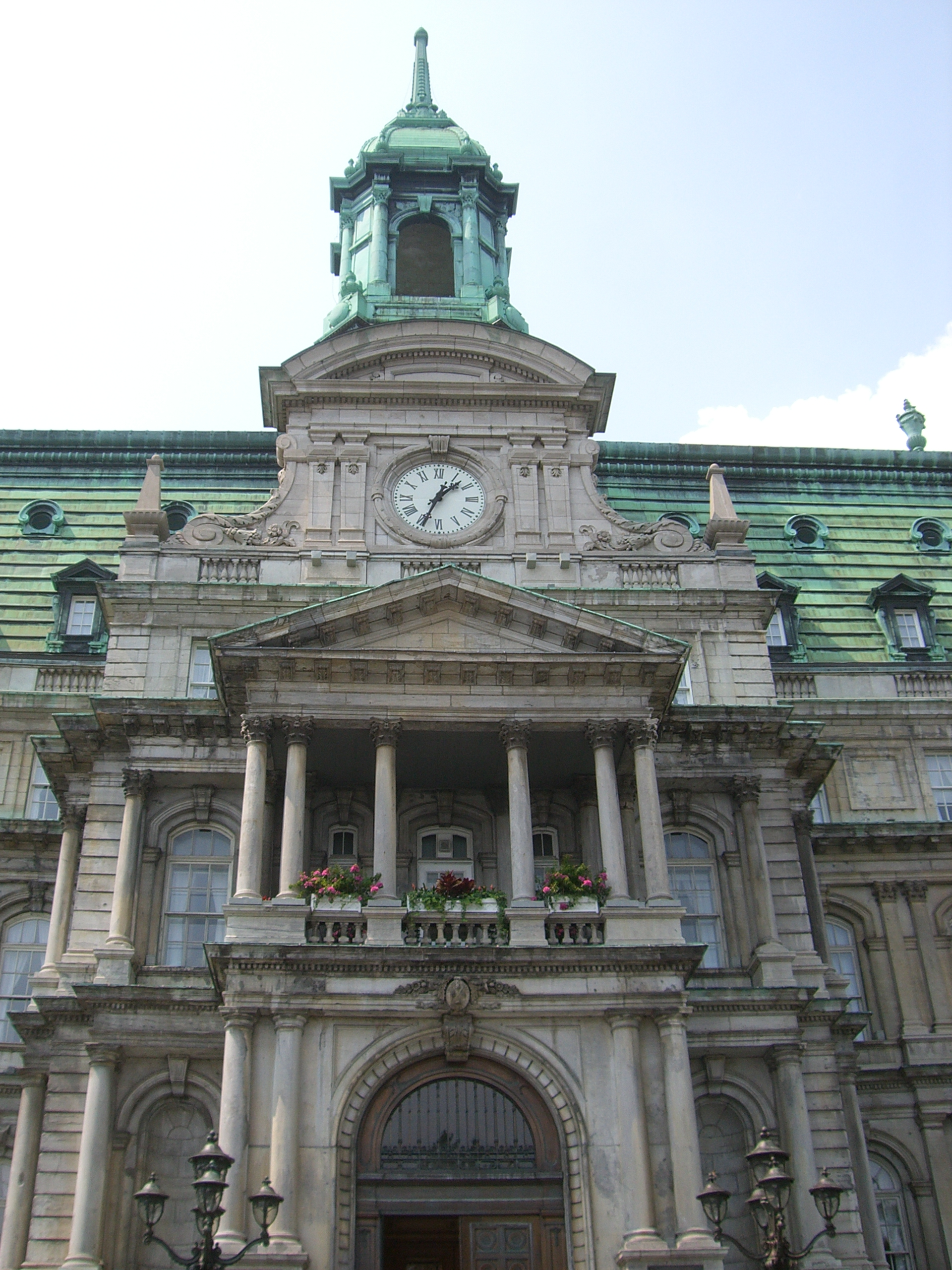
Balcon de l'hôtel de ville de Montréal.

Le 24 juillet, à 19 h 30, 15 000 personnes attendent de Gaulle devant l'hôtel de ville de Montréal. Le cortège amenant Charles de Gaulle et Daniel Johnson est accueilli par le maire Jean Drapeau à l'entrée de l'édifice. Après les hymnes nationaux, les dignitaires entrent dans le bâtiment. Il est prévu que le président français aille saluer la foule au balcon, mais aucun discours ne doit y être prononcé, même si la foule le réclame. Le général demande tout de même à dire quelques mots et son garde du corps Paul Comiti, qui a repéré des micros, les fait installer et brancher.
Installé au balcon, Charles de Gaulle s'exprime en ces mots :

« C'est une immense émotion qui remplit mon cœur en voyant devant moi la ville de Montréal... française. (ovation du public) Au nom du vieux pays, au nom de la France, je vous salue. Je vous salue de tout mon cœur ! Je vais vous confier un secret que vous ne répéterez pas, (rires de la foule) ce soir ici, et tout le long de ma route, je me trouvais dans une atmosphère du même genre que celle de la Libération. (longue ovation de la foule)
Et tout le long de ma route, outre cela, j'ai constaté quel immense effort de progrès, de développement, et par conséquent d'affranchissement (ovation) vous accomplissez ici, et c'est à Montréal qu'il faut que je le dise, (ovation) parce que, s'il y a au monde une ville exemplaire par ses réussites modernes, c'est la vôtre ! (ovation) Je dis c'est la vôtre et je me permets d'ajouter, c'est la nôtre. (ovation)
Si vous saviez quelle confiance la France réveillée, après d'immenses épreuves, porte maintenant vers vous. Si vous saviez quelle affection elle recommence à ressentir pour les Français du Canada, (ovation), et si vous saviez à quel point elle se sent obligée de concourir à votre marche en avant, à votre progrès ! C'est pourquoi elle a conclu avec le gouvernement du Québec, avec celui de mon ami Johnson (ovation), des accords pour que les Français de part et d'autre de l'Atlantique travaillent ensemble à une même œuvre française. (ovation)
Et, d'ailleurs, le concours que la France va, tous les jours un peu plus, prêter ici, elle sait bien que vous le lui rendrez, parce que vous êtes en train de vous constituer des élites, des usines, des entreprises, des laboratoires, qui feront l'étonnement de tous et qui, un jour, j'en suis sûr, vous permettront d'aider la France. (ovation)
Voilà ce que je suis venu vous dire ce soir en ajoutant que j'emporte de cette réunion inouïe de Montréal un souvenir inoubliable. La France entière sait, voit, entend, ce qui se passe ici et je puis vous dire qu'elle en vaudra mieux.
Vive Montréal ! Vive le Québec ! (ovation)
Vive le Québec... libre ! (très longue ovation)
Vive le Canada français ! Et vive la France ! (ovation) »

## Réactions

### Préméditation ou improvisation?
Des questions ont été soulevées quant au caractère prémédité ou improvisé de la déclaration du chef d'État français,,. Selon le ministre Alain Peyrefitte, « sans préjuger de la forme que la souveraineté québécoise devait revêtir, de Gaulle, avec ce sens historique qui valut à la France son salut, s'en vint donc à Montréal, en juillet 1967, exhorter les Canadiens français à préserver leur identité française dont, sous Louis XV, l'indifférence des élites françaises avait fait si légèrement bon marché. » Charles de Gaulle aurait été bien conscient du lien direct qu'il établissait entre les deux cris (« Vive la France libre ! » et « Vive le Québec libre ! ») lancés pareillement pour dénoncer un État de dictature « canadianisateur », qu'il appelle à renverser pour que règne la démocratie. Selon Peyrefitte, « "Vive le Québec libre !" ne fut pas plus improvisé que l'appel du 18 juin 1940. L'appel à la liberté, lancé le 24 juillet, n'eut rien de fortuit ».
Selon les principaux collaborateurs du général de Gaulle (et son fils, l'amiral Philippe de Gaulle), il n'était alors pas prévu par les autorités montréalaises que le général s'adressât à la foule. Au contraire, le maire avait prévu une très conventionnelle adresse aux notables dans une simple salle de réception. Quelque peu étonné par le caractère étroit de ce programme, alors que la population réclame que le général puisse s'adresser à elle, son garde du corps Paul Comiti repère les micros du balcon si bien que de Gaulle fait réinstaller la sonorisation. Le président prend alors l'initiative de s'adresser directement aux Montréalais rassemblés devant l'hôtel de ville.
Le 27 novembre suivant, lors d'une conférence de presse en France, le président répond à un journaliste en disant : « Que le Québec soit libre c'est, en effet, ce dont il s'agit. Cela aboutira forcément, à mon avis, à l'avènement du Québec au rang d'un État souverain, maître de son existence nationale, comme le sont par le monde tant et tant d'autres peuples, tant et tant d'autres États, qui ne sont pas pourtant si valables, ni même si peuplés, que ne le serait celui-là ».
Fin connaisseur de la politique internationale, Charles de Gaulle cherchait à faire connaître le Québec hors du Canada, et en particulier son caractère francophone et national distinct, négligé par les autorités fédérales.
Au Québec, même le rédacteur en chef fédéraliste du quotidien montréalais Le Devoir, Claude Ryan, reprenait les mots du militant indépendantiste Pierre Bourgault en affirmant que, par sa déclaration, Charles de Gaulle venait d'inscrire le Québec sur la carte du monde.

### Gouvernement du Canada
De son côté, Lester B. Pearson réagit le lendemain matin du discours. Le premier ministre du Canada se trouve offensé par la prise de position du président français en faveur de l'indépendance du Québec, mais aussi par son allusion faite à la Libération, insinuant que le Canada se comparait à un État de non-droit démocratique, à un État d'occupation dictatoriale. Conscient de l'attachement des Québécois à la France et à de Gaulle, de même que de l'effervescence politique au Québec, son communiqué reste très mesuré compte tenu des circonstances qui pourraient s'envenimer.
Le communiqué, qui est lu lors d'une conférence de presse télévisée, indique que « certaines déclarations faites par le président ont tendance à encourager la faible minorité de notre population qui cherche à détruire le Canada et, comme telles, elles sont inacceptables pour le peuple canadien et son gouvernement. Les habitants du Canada sont libres. Toutes les provinces du Canada sont libres. Les Canadiens n'ont pas besoin d'être libérés. En effet, plusieurs milliers de Canadiens ont donné leur vie dans deux guerres mondiales pour la libération de la France et d'autres pays européens. Le Canada restera uni et rejettera toutes les tentatives visant à détruire son unité ».
Ceci revient à déclarer de Gaulle persona non grata au Canada. Toutefois, Pearson se veut conciliant avec la France, pays qu'il apprécie, malgré sa forte antipathie à l'égard de Charles de Gaulle : « Le Canada a toujours eu des relations spéciales avec la France, la patrie d'origine de tant de ses citoyens ; nous attachons la plus grande importance à l'amitié avec le peuple français. ».

### Milieux politiques et médias
Le chef de l'opposition canadienne, John Diefenbaker, est furieux. De nombreux ministres fédéraux haussent le ton. Le premier ministre du Nouveau-Brunswick (province comportant une importante minorité francophone), Louis Robichaud, annule son voyage à Montréal en guise de protestation.
Une partie de la classe politique française réagit aussi de manière très négative à la déclaration du président. Pour Georges Pompidou, cet intérêt de de Gaulle pour le Québec tient de la « folie gratuite ». René Pléven s'élève contre cette « irresponsabilité » de la politique étrangère gaullienne, et Jean Lecanuet condamne vivement l'attitude de de Gaulle. La presse française de droite comme de gauche n'est pas en reste. Un éditorial paru dans Le Monde titré « L’excès en tout... » critique cette irruption dans les affaires intérieures d’un État,.
Les réactions dans la presse québécoise se déchaînent contre le comportement du président français. Si Jean-Marc Léger du Devoir de Montréal qualifie de « paroles de vérités, un message d’espoir » la déclaration de de Gaulle et que Guy Cormier de La Presse de Montréal écrit : « La vie et la liberté étant les deux plus grands biens de ce monde, on pourrait se demander où exactement réside le problème dans une exclamation comme vivre le Québec libre », les autres réactions sont pour l’essentiel négatives. Roger Champoux, éditorialiste en chef de La Presse, écrit : « Fierté, oui ! Agitation, non ! ». Le quotidien le Soleil de Québec souligne que le « Vive le Québec libre » est non seulement le cri de ralliement du Rassemblement pour l'indépendance nationale, un parti indépendantiste assez marginal, mais est aussi à l’origine des « actes de terrorismes qui se sont produits dans la province ».
La réaction de la presse canadienne-anglaise est extrêmement virulente. Le Toronto Star déclare : « Nous devons tenir pour acquis qu’il a délibérément offensé et insulté le Canada. Si Lester Pearson avait la moitié de la fierté nationale des Canadiens français, il lui conseillerait de quitter le Canada immédiatement ». Le Montreal Star parle d'un « éléphant en furie », le Windsor Star traite de Gaulle de « dictateur » et l'édition canadienne du Time affirme qu'il est « sénile ». La version américaine du Time propose une mise sous tutelle du chef de l'État pour le reste de son mandat pour obvier à ses « bizarreries » censées ponctuer son « long et triste déclin ».

### Opinion des Français et des Québécois
Les Français eux-mêmes jugent cette fois à 45 % que le président a été trop loin (contre 18 % d'opinions positives). C'est le début de l'incompréhension entre lui et les Français : ces derniers jugent désormais que son indépendantisme forcené en matière de politique étrangère est excessif.
Un sondage effectué à la fin du mois de juillet et au début du mois d'août 1967 démontre que 60 % des Québécois désapprouvent la déclaration de de Gaulle, mais que 40 % y sont favorables. La plupart des Québécois ne prennent pas cette déclaration avec autant de sérieux que la presse canadienne-anglaise. Certains sont même ravis que de Gaulle ait remis les « Anglais à leur place ».
L'ancien premier ministre québécois et désormais chef de l’opposition, Jean Lesage, du Parti libéral du Québec, demande à ses députés de dénoncer la déclaration du président français. Probablement influencé par les réactions virulentes de la presse canadienne-anglaise, un nouveau sondage, publié le 12 août 1967 par la maison de sondage CROP, révèle que l’opinion publique québécoise a changé concernant la déclaration de Charles de Gaulle. Une majorité de Québécois est satisfaite du « vive le Québec libre » de de Gaulle.
Sentant qu’il pourrait isoler le chef de l’opposition, Daniel Johnson dépose une motion à l’Assemblée nationale du Québec remerciant le général de Gaulle d’être venu au Québec et blâmant le gouvernement du Canada pour son « intrusion » qui a interrompu le voyage du président français. Jean Lesage, coincé, car il avait sévèrement critiqué les propos du président français, propose même qu’on ajoute au texte de la motion : « Nous lui en sommes profondément reconnaissants ».
Daniel Johnson déclare finalement le 30 août 1967, à l’Assemblée nationale, que les Québécois n’oublieront jamais  « qu’en des mots qui touchent le cœur de tous », de Gaulle avait « évoqué le problème de l’identité distincte du Québec et son immense effort d’affirmation ». Selon Johnson, le Québec venait de vivre un épisode historique en rompant avec deux siècles d’isolement. De plus, cette déclaration du président de Gaulle allait dans le sens de l’action gouvernementale en faveur de l’adoption d’une nouvelle constitution plus conforme à la dualité canadienne et à la théorie des deux peuples fondateurs.

## Fin du voyage

### 25 juillet
De Gaulle passe la journée du 25 juillet à visiter l'exposition universelle Terre des Hommes et le tout nouveau réseau du métro de Montréal. Lors du souper, de Gaulle et Johnson en profitent pour échanger des toasts. De Gaulle déclare : « Ni vous ni moi n'avons perdu nos heures. Peut-être se sera-t-il passé quelque chose ? » Johnson répond : « La langue et la culture ne sont pas les seuls dons que nous a légués la France. Il en est un autre auquel nous attachons le plus grand prix : c'est le culte de la liberté. Nous ne serions plus français si nous n'étions épris de libertés, pas seulement individuelles mais aussi collectives ».

### Retour du général de Gaulle en France
Le lendemain matin, 26 juillet, de Gaulle annonce qu'il ne se rendra pas à Ottawa. Jean Drapeau le reçoit lors d'un banquet donné en son honneur en milieu de journée et déclare alors : « Nous avons appris à vivre seuls depuis deux siècles. Rien de ce que je dis ne doit prendre la teinte de reproches. L'Histoire a ses exigences et, depuis l'Antiquité, il a fallu que les peuples acceptent les exigences glorieuses comme les vicissitudes. » De Gaulle lui répond : « Ensemble, nous avons été au fond des choses et nous en recueillons, les uns et les autres, des leçons capitales. Et, quant au reste, tout ce qui grouille, grenouille et scribouille n'a pas de conséquence historique dans ces grandes circonstances, pas plus qu'elle n'en eut jamais dans d'autres. »
Quelques heures plus tard, le président repart pour la France à bord de son avion DC-8 présidentiel.

## Conséquences
Ce voyage et le discours du président français ont déclenché la plus grande crise franco-canadienne de l'histoire. Le gouvernement fédéral accuse le président français de s'être ingéré dans ses affaires internes. Les relations entre les deux pays ne s'amélioreront qu'après la démission de de Gaulle en 1969. Les relations entre le Canada et la France seront longtemps marquées par ce discours.
Le ministre canadien nouvellement nommé de la Justice, Pierre Elliott Trudeau, lui-même un francophone de Montréal et le futur premier ministre du Canada à partir de 20 avril 1968 et jusqu'en 1979, se demandait ce que la réaction française aurait été si un premier ministre canadien avait crié, « la Bretagne aux Bretons ». De Gaulle ne fut pas impressionné par Trudeau : « Nous n'avons aucune concession, ni même aucune amabilité, à faire à M. Trudeau, qui est l'adversaire de la chose française au Canada. »
Au Québec, Jean Lesage accuse Johnson d'avoir inspiré de Gaulle pour ses « propos séparatistes ». Pierre Bourgault, homme politique indépendantiste, déclare qu'après ce discours, la plus grande formation indépendantiste (la sienne, le RIN) double le nombre de ses adhérents. Le 3 août 1967, le député libéral François Aquin se dissocie de son parti et devient le premier député indépendantiste du Québec. À l'automne de cette même année 1967, René Lévesque quitte à son tour le Parti libéral et fonde le MSA (Mouvement Souveraineté-Association), non sans tourner le dos à de Gaulle toutefois. Le MSA deviendra le Parti québécois un an plus tard. De 1966 à 1970, le vote souverainiste passe de 8 % à 23 %, mais il est difficile de savoir quel est l'impact de la phrase du général de Gaulle dans la croissance significative de ce vote.
Enfin, à la suite du discours du général de Gaulle, Le Quotidien du Peuple, organe du comité central du Parti communiste chinois, dut inventer une nouvelle combinaison d'idéogrammes pour le mot Québec (Kuí-běi-kè en pinyin) lorsqu'il relata l'événement du Vive le Québec libre !.

## Postérité

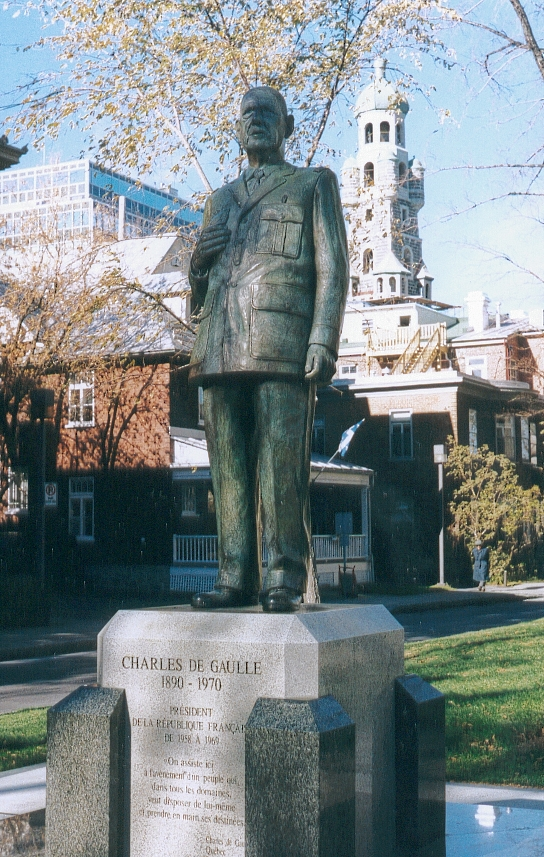
Statue du général de Gaulle à Québec, cours du général de Montcalm.

La visite a inspiré une pièce de théâtre, Le Chemin du Roy, écrite en 1968 par Françoise Loranger. Cette pièce est une rétrospective fantaisiste et satirique sur la venue du général de Gaulle au Québec et sur les répercussions qu'a eues cette visite tant sur les francophones que sur les anglophones. Transposée en une joute de hockey, la pièce reprend des répliques de l'actualité, dites par des personnages historiques incarnés sur scène, notamment Pierre Elliott Trudeau, René Lévesque, John Diefenbaker et Judy LaMarsh.
Une statue de de Gaulle est inaugurée à Québec en juillet 1997, à l’occasion du trentième anniversaire de son voyage au Québec. On peut lire sur son socle :

« Charles de Gaulle (1890-1970) Président de la République française de 1958 à 1969
 On assiste ici à l’avènement d’un peuple qui dans tous les domaines veut disposer de lui-même et prendre en main ses destinées. »

— Charles de Gaulle, Québec, le 23 juillet 1967